# Kōrei

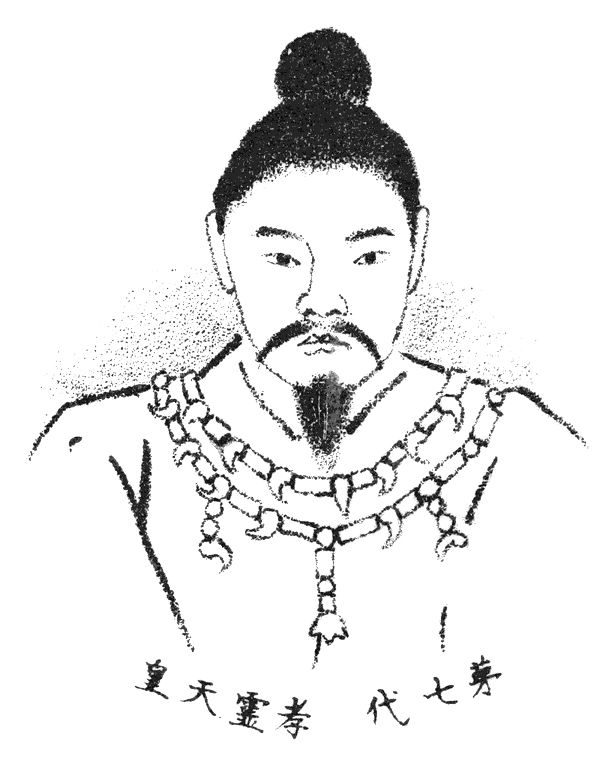
Kōrei auf einem Druck der Meiji-Zeit

Kōrei (jap. 孝霊天皇, Kōrei-tennō; * 342 v. Chr.; † 215 v. Chr.) war nach den alten Reichschroniken Kojiki und Nihonshoki der 7. Tennō von Japan (290 v. Chr.–215 v. Chr.). Seine historische Existenz ist zweifelhaft. Er ist einer der „acht undokumentierten Kaiser“ (欠史八代 kesshi hachidai), von denen nur eine skizzenhafte Darstellung bekannt ist.
Sein Eigenname war Ō-yamato-neko-hiko-futo-ni no mikoto (Nihonshoki: 大日本根子彦太瓊尊, Kojiki: 大倭根子日子賦斗邇命). Nach dem Nihonshoki war seine Mutter Oshi-hime (押媛), nach dem Kojiki Oshika-hime no mikoto (忍鹿比売命). Am 5. Tag des 1. Mondmonats im 76. Regierungsjahr (317 v. Chr.) seines Vaters Kōan wurde er im Alter von 26 Jahren zum Kronprinz ernannt und übernahm nach dessen Tod am 12. Tag des 1. Mondmonats des Folgejahrs (290 v. Chr.) den Thron.
Kōan regierte im Palast Iodo (黒田廬戸宮 Kuroda no Iodo no miya) in Kuroda (heute vermutlich Tawaramoto). Seine Frauen und Kinder waren (Nennung im Nihonshoki und Kojiki je per Schrägstrich getrennt):
- Hoso-hime no mikoto (細媛命 / 細比売命, auch Kuwashi-hime gelesen), Gemahlin
  - Ō-yamato-neko-hiko-kuni-kuru no mikoto (大日本根子彦国牽尊 / 大倭根子日子国玖琉命), Sohn
- – / Kasuga-no-chichi-haya-ma-waka-hime (春日之千千速真若比売), Konkubine. Wird nicht im Nihonshoki aufgeführt, welches jedoch erwähnt, dass Hoso-hime nach einer Quelle identisch mit Kasuga-no-chichi-haya-yama-ka-hime (春日千乳早山香媛) war.
  - – / Chichi-haya-hime no mikoto (千千速比売命), Tochter
- Yamato-no-kunika-hime (倭国香媛) bzw. Hae-irone (絙某姉) / Ō-yamato-kuni-are-hime no mikoto (意富夜麻登玖邇阿礼比売命), Konkubine
  - Yamato-toto-hi-momo-so-hime no mikoto (倭迹迹日百襲姫命) / Yamato-to-momo-so-hime no mikoto (夜麻登登母母曾毘売命), Tochter
  - – / Hiko-sashi-kata-wake no mikoto (日子刺肩別命), Sohn
  - Hiko-i-saseri no mikoto (彦五十狭芹彦命) bzw. Kibi-tsu-hiko no mikoto (吉備津彦命) / Hiko-isa-seri-biko no mikoto (比古伊佐勢理毘古命) bzw. Ō-kibi-tsu-hiko no mikoto (大吉備津日子命), Sohn
  - Yamato-toto-waka-ya-hime no mikoto (倭迹迹稚屋姫命) / Yamato-tobi-haya-waka-ya-hime (倭飛羽矢若屋比売), Tochter
- Hae-irodo (絙某弟 / 蠅伊呂杼), Konkubine
  - Hiko-sashima no mikoto (彦狭嶋命) / Hiko-same-ma no mikoto (日子寤間命), Sohn
  - Waka-take-hiko no mikoto (稚武彦命) / Waka-hiko-take-kibi-tsu-hiko no mikoto (若日子建吉備津日子命), Sohn

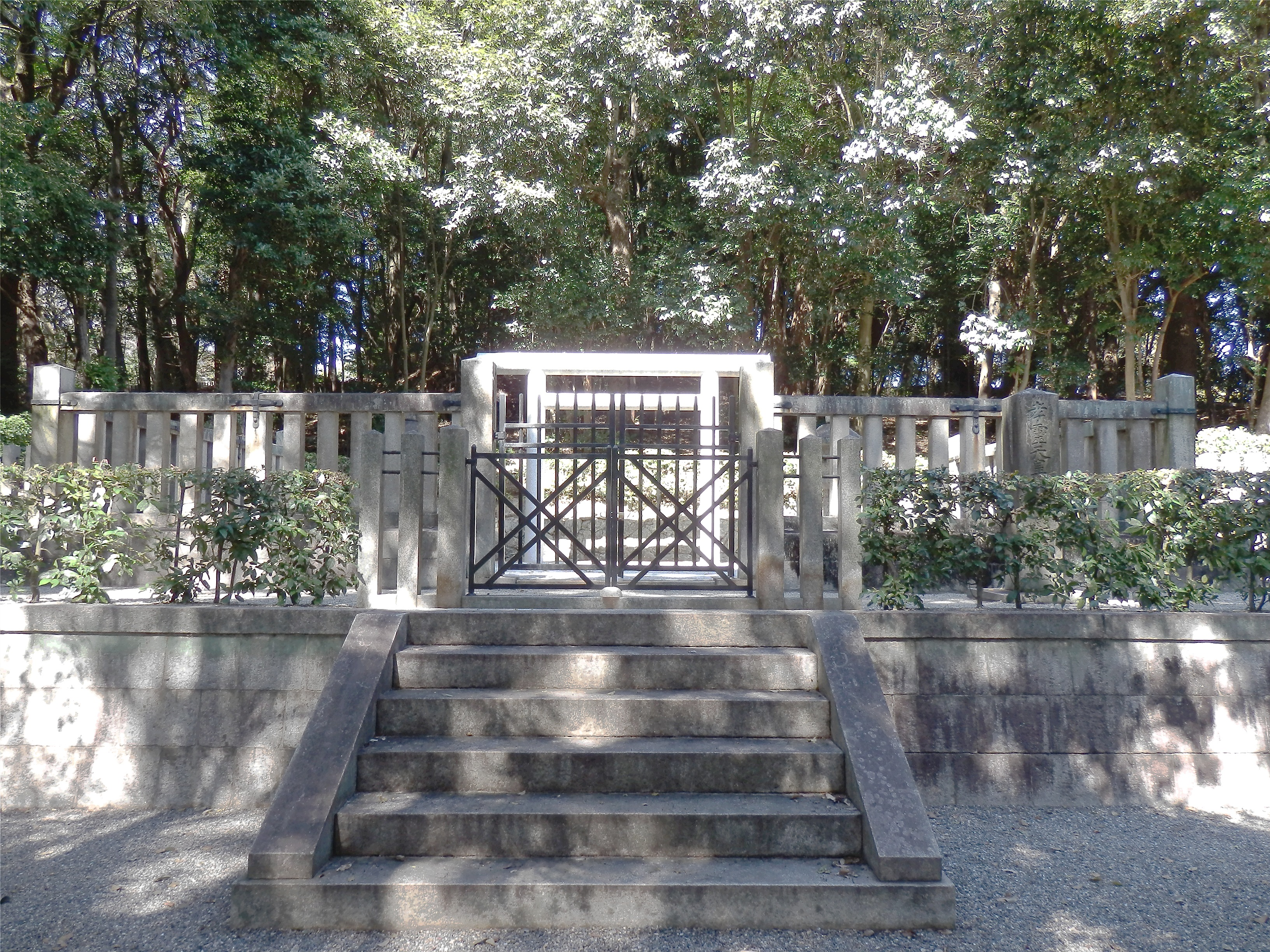
Eingang zu Kōreis Kaisergrab

Er starb nach dem Nihonshoki mit 128 Jahren am 8. Tag des 2. Mondmonats in seinem 76. Regierungsjahr (215 v. Chr.), nach dem Kojiki im Alter von 106 Jahren. Sein Mausoleum (misasagi) ist das Hügelgrab Takaoka-no-umasaka-no-misasagi (片丘馬坂陵; 34° 35′ 23″ N, 135° 42′ 6″ O) in Ōji. Sein Nachfolger wurde Ō-yamato-neko-hiko-futo-ni.
Den Namen Kōrei, dessen Schriftzeichen ‚kindliche Pietät‘ und ‚Geist, Seele‘ bedeuten, erhielt er nachträglich als die japanischen Kaiser begannen sich chinesische, oft buddhistisch inspirierte, Namen zu geben.